# 춘산층
춘산층(春山層, Chunsan Formation)은 대한민국 경상 분지 의성소분지에 분포하는 중생대 백악기 경상 누층군 하양층군의 퇴적암 지층이다. 사곡층 상위의 지층으로, 의성군 춘산면을 표식지로 하여 청송군, 군위군 지역에 분포하며 대구광역시 지역에서는 함안층의 최상부에 놓인다. 춘산층의 기저에는 9700만 년 전에 분출된 것으로 추정되는 구산동 응회암이 놓여 있다.

## 지역별 지질

### 의성군
구산동 지질도폭(1976)에 의하면 사곡층과 춘산층의 경계는 구산동 응회암을 춘산층의 기저로 하여 구별된다. 도폭 내 청송군 안덕면 중부에서 현서면 북부, 의성군 춘산면, 가음면 현리리, 군위군 의흥면 신덕리까지 동북동-남서 방향으로 분포하며 중간에 가음 단층대를 지나간다. 상위에는 신양동층 또는 유천층군 화산암류가 놓인다. 주로 사암, 셰일 및 역암으로 구성되며, 두께는 춘산면 일대 가음 단층대로 말미암아 700 m 정도로 추정된다. 자색(赭色)층을 함유하나 자색이 아닌 부분이 우세하다. 특히 하부는 어두운색이 우세하고 상부에는 자색층이 많이 협재된다. 의성군 춘산면 사미리 서방에서 춘산층은 그 완전한 단면을 노출시키며 두께는 약 500 m이다. 춘산층의 기저에는 2~24 m 두께의 구산동 응회암이 있으며, 구산동 응회암을 추적하여 대구 지역에 이르면 함안층의 최상부에 놓인다. 따라서 춘산층은 대구 지역의 반야월층에 대비된다.

### 군위군
군위 지질도폭(1980)에 의하면 2 내지 3 m 두께의 구산동 응회암이 춘산층의 기저가 되며 최하부는 (청)회색 니질암층이 대부분이어서 암석의 색으로 사곡층과 구별할 수 있다. 춘산층은 주로 셰일과 사암으로 구성되며 그 비율은 9:2이고 암석의 색은 자색 또는 청회녹색이다. 대구광역시 군위군 의흥면 파전리 국도 제28호선 도로변(북위 36° 10′ 06″ 동경 128° 44′ 42″ / 북위 36.16833°  동경 128.74500° )에서 사곡층과 춘산층 사이에 1.5 m 두께로 구산동 응회암층이 나타난다.

### 청송군
청송군 현서면 사촌리 산 72, 노귀재 정상에 용각류 공룡 발자국 화석의 보행렬이 춘산층의 층리면 상에 약 6 m 길이로 나타난다. 이 화석 산지는 1991년 6월 경북대학교 임성규 교수가 발견한 곳이다. 청송군 부남면 대전리 산 69-1 (북위 36° 19′ 04.22″ 동경 129° 03′ 13.76″ / 북위 36.3178389°  동경 129.0538222° )에 위치한 청송자연휴양림의 산책로 사면을 따라 춘산층의 밝은색 사암과 짙은 색의 이암층이 서로 교호하는 판상층리, 연흔, 사층리 등이 발달하는 춘산층이 드러나 있다.

## 같이 보기
- 경상 누층군
- 구산동 응회암
- 사곡층
- 화산층